# Joseph Demicoli
Joseph Demicoli (ur. 31 października 1914, zm. 1985) – maltański piłkarz wodny, olimpijczyk.
W 1936 roku wystąpił wraz z drużyną na igrzyskach w Berlinie. Zagrał w dwóch z trzech spotkań fazy grupowej (przeciwko Brytyjczykom i Węgrom). Maltańscy waterpoliści przegrali jednak wszystkie trzy mecze (2–8 z Brytyjczykami, 0–12 z Węgrami oraz 0–7 z Jugosławią) i nie awansowali do dalszej części rozgrywek.